# Кодекс США

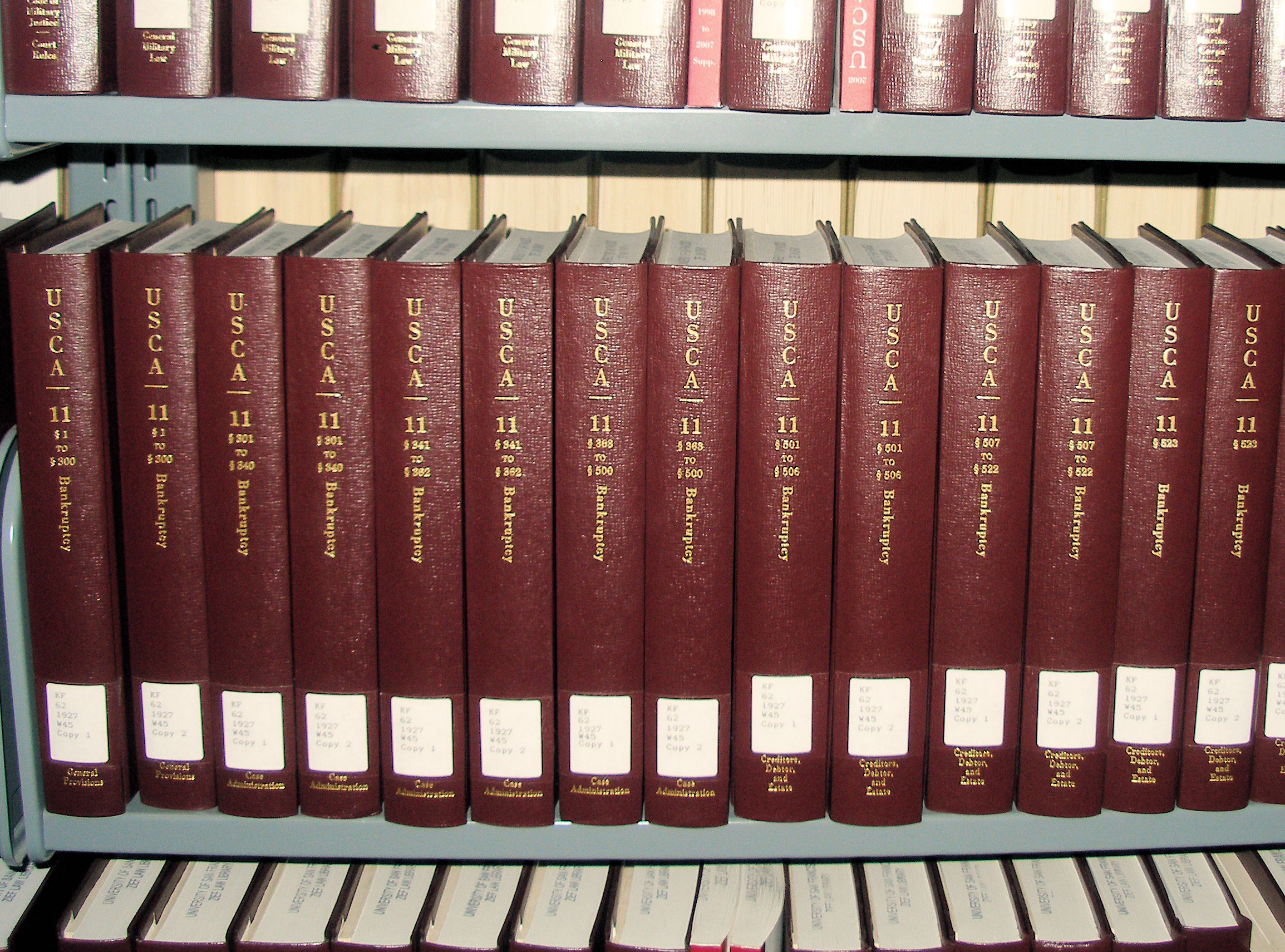
Кодекс Соединённых Штатов Америки

Кодекс Соединённых Штатов Америки, Кодекс США (англ. United States Code, U.S.C.) — сводная кодификация федерального законодательства США, издаваемая управлением по законодательству Палаты представителей Конгресса США.

## Процесс кодификации
Процедура принятия закона США такова: официальный текст закона (именуемого Актом Конгресса) представляет собой одобренный Конгрессом законопроект, представленный на одобрение Президенту США, который вправе наложить на него вето, которое, однако, может быть преодолено двумя третями каждой из Палат Конгресса. После подписания Президентом, истечения определённого Конституцией срока на вето или преодоления вето Конгрессом закон передаётся Архивариусу Соединённых Штатов, а его копии публикуются в виде брошюр Правительственной службой печати (Government Printing Office, GPO). Архивариус собирает ежегодные тома принятых законов и публикует их в виде Большого свода законодательства Соединённых штатов (United States Statutes at Large). По закону, текст Большого свода является официальным текстом (legal evidence) законов, принятых конгрессом.
Тем не менее, Большой свод крайне неудобен для поиска, поскольку законы в нём расположены исключительно в хронологическом порядке, и законы, связанные общей тематикой, могут быть разбросаны по различным томам. Кроме того, законы нередко отменяют или дополняют друг друга, и для выяснения того, какой из них и в какой части действителен, требуются многочисленные перекрёстные ссылки.
Кодекс Соединённых Штатов является результатом попытки навести порядок в законодательстве, организовав его по тематике и устранив устаревшие или изменённые разделы. Составлением и обновлением Кодекса занимается Служба советника по ревизии законодательства (Office of the Law Revision Counsel, LRC) при Палате представителей Конгресса США). LRC определяет, какие законы в Большом своде должны быть кодифицированы, какие существующие законы были затронуты изменениями или дополнениями, или же просто утратили силу по иным причинам. В соответствии с этими правилами LRC обновляет Кодекс Соединённых Штатов.
В связи с данным подходом один и тот же закон может упоминаться в различных разделах Кодекса. Поскольку один и тот же закон может быть направлен на решение ряда различных проблем, соответственно различные части закона могут быть включены в разные разделы Кодекса. Статьи Кодекса представляют собой некоторое правило (цитату из соответствующего закона) со ссылкой на закон, и организованы по главам, разделам и подразделам.
По закону, те разделы Кодекса США, которые не были приняты как законы, являются юридическим свидетельством, но не законом, в то время как конечным авторитетом является Большой свод (аналогично тому, как в России текст закона с внесёнными изменениями и дополнениями, если он не является официальным текстом, действителен лишь, если он подкреплён текстом соответствующего закона и последующих законов о внесении изменений и дополнений). Если же статья или раздел Кодекса представляют собой уже принятый закон, то для суда он является достаточным свидетельством, без необходимости предъявления текста оригинального закона. Лишь немногие юристы в США ссылаются непосредственно на Большой свод.
Юридическая сила закона США основывается не на том, что он включён в Кодекс США, а на том, что он был принят законным путём. Так, длительное время Кодекс США игнорировал закон 12 U.S.C. § 92, даже после того, как Конгресс в 1982 г. внёс в него изменения. Однако в постановлении 1993 г. по делу «Национальный банк Орегона против Независимых страховых агентов Америки» Верховный суд США постановил, что данный акт всё ещё является действующим законом.

## Кодифицированные и некодифицированные нормы
В Кодекс включаются только «постоянные законы общего характера»; нормы, относящиеся к небольшой группе людей или действующие ограниченное время, как правило, не включаются в Кодекс — как, например, законы о бюджете, действительные только в течение финансового года. Однако если данные частные нормы имеют важное значение, они могут быть опубликованы в Кодексе как подстрочные Примечания к соответствующим разделам.
Следует отметить, что кодификация основана на содержании законов, а не на механизме их принятия, поэтому в Кодекс могут быть включены даже нормы из актов частного характера, если они, в отличие от остального текста акта, носят не частный, а общий характер. Например, Раздел А, глава Х Кодекса («Нормы обращения с задержанными») основана на Законе 2006 г. по оборонным вопросам.

## Структура
Кодекс состоит из 54 разделов (Title), каждый из них посвящён определенной отрасли права либо крупному правовому институту (например, раздел 15 — «Коммерция и торговля» (Commerce and Trade), раздел 17 — «Авторское право» (Copyright), раздел 35 — «Патенты» (Patents) и т. д.). Разделы расположены в алфавитном порядке. Каждый раздел состоит из глав (Chapter), которые, в свою очередь, могут делиться на части (Part), отделы (Section) и параграфы (Paragraph).

### Разделы
Раздел включен в состав кодекса в виде отдельного закона
 Отменённый (изменённый) раздел
| Раздел 1  | Общие положения                                                              |
| Раздел 2  | Конгресс                                                                     |
| Раздел 3  | Президент                                                                    |
| Раздел 4  | Флаг и герб, символы федерального правительства и штатов                     |
| Раздел 5  | Федеральное правительство и государственные служащие                         |
| Раздел 6  | Поручительские облигации (Отменён и включен в состав Раздела 31)             |
| Раздел 6  | Внутренняя безопасность                                                      |
| Раздел 7  | Сельское хозяйство                                                           |
| Раздел 8  | Иностранцы и граждане                                                        |
| Раздел 9  | Арбитраж                                                                     |
| Раздел 10 | Вооружённые силы (вместе с Единообразным кодексом военной юстиции)           |
| Раздел 11 | Банкротство                                                                  |
| Раздел 12 | Банки и банковская деятельность                                              |
| Раздел 13 | Перепись населения                                                           |
| Раздел 14 | Береговая охрана                                                             |
| Раздел 15 | Коммерция и торговля                                                         |
| Раздел 16 | Охрана окружающей среды                                                      |
| Раздел 17 | Авторское право                                                              |
| Раздел 18 | Преступления и уголовное судопроизводство                                    |
| Раздел 19 | Таможенные пошлины                                                           |
| Раздел 20 | Образование                                                                  |
| Раздел 21 | Продукты питания и лекарства                                                 |
| Раздел 22 | Внешняя политика и международное общение                                     |
| Раздел 23 | Автомобильные дороги                                                         |
| Раздел 24 | Медицинские учреждения                                                       |
| Раздел 25 | Индейцы                                                                      |
| Раздел 26 | Кодекс внутренних доходов (налоги и сборы)                                   |
| Раздел 27 | Алкогольные напитки                                                          |
| Раздел 28 | Судоустройство и судебный процесс                                            |
| Раздел 29 | Труд                                                                         |
| Раздел 30 | Добыча полезных ископаемых                                                   |
| Раздел 31 | Денежное обращение и финансы                                                 |
| Раздел 32 | Национальная гвардия                                                         |
| Раздел 33 | Навигация и судоходство                                                      |
| Раздел 34 | Военно-морской флот (Отменён и включен в состав Раздела 10)                  |
| Раздел 34 | Борьба с преступностью и правоохранительные органы                           |
| Раздел 35 | Патенты                                                                      |
| Раздел 36 | Патриотические общества и мероприятия                                        |
| Раздел 37 | Денежное довольствие и пособия военнослужащих                                |
| Раздел 38 | Социальная защита ветеранов                                                  |
| Раздел 39 | Почтовая служба                                                              |
| Раздел 40 | Государственные здания, публичная собственность и общественное строительство |
| Раздел 41 | Государственные контракты                                                    |
| Раздел 42 | Здравоохранение и социальное обеспечение                                     |
| Раздел 43 | Государственные земли                                                        |
| Раздел 44 | Печать, полиграфия и документооборот                                         |
| Раздел 45 | Железные дороги                                                              |
| Раздел 46 | Торговое мореплавание                                                        |
| Раздел 47 | Связь                                                                        |
| Раздел 48 | Территории и островные владения                                              |
| Раздел 49 | Транспорт                                                                    |
| Раздел 50 | Война и национальная оборона                                                 |
| Раздел 51 | Национальные и коммерческие космические программы                            |
| Раздел 52 | Голосование и выборы                                                         |
| Раздел 54 | Служба национальных парков и связанные с ней программы                       |

## История
Первоначально американские юристы занимались кодификацией права в частном порядке. Такие кодексы не имели официального статуса. Первым официальным кодексом было «Пересмотренное законодательство (англ. Revised Statutes), принятое 22 июня 1874 года, отражавшее законодательство, действовавшее по состоянию на 1 декабря 1873. Позднее Конгресс принял исправленную версию в 1878 г. Позднейшие законы, однако, не включались в данное Пересмотренное законодательство, поэтому юристам ещё длительное время приходилось обращаться к Большому своду (Statutes at Large). Как говорится в преамбуле к Кодексу США, «с 1897 по 1907 г. комиссия занималась кодификацией большого количества накопившегося законодательства. На работу комиссии было затрачено свыше 300000 долларов США, но работа так и не была доведена до конца».
Официальный текст кодекса был принят Конгрессом в 1926, и с тех пор регулярно обновляется.

## Версии Кодекса
В настоящее время Кодекс доступен как в бумажных, так и в электронных версиях, в том числе на широко известном сайте Findlaw.com, а также на сайте Института юридической информации Корнеллского университета (Cornell University’s Legal Information Institute). Недостаток данных текстов состоит в том, что они могут отставать от текущего состояния кодекса вплоть до 1—2 лет. Практикующие юристы предпочитают заказывать аннотированные версии Кодекса в ведущих юридических компаниях (United States Code Annotated, U.S.C.A., от компании Thomson West, или United States Code Service, U.S.C.S., от компании LexisNexis). Публикации от данных компаний нередко включают в качестве подстрочных примечаний недавно принятые законы, ещё не вошедшие в бумажные или Интернет-версии, а также — что немаловажно для американского права — ссылки на судебную практику, юридические статьи и другие авторитетные материалы.
На две данных версии широко ссылаются многие правовые публикации, в частности, Энциклопедия американского права Уэста (West’s Encyclopedia of American law, 2nd edition, Thomson Gale, 2005).